# Тундінка
Ту́ндінка (рос. Тундинка) — присілок у складі Маріїнського округу Кемеровської області, Росія.

## Населення
Населення — 131 особа (2010; 124 у 2002).
Національний склад (станом на 2002 рік):
- татари — 78 %